# Rita Alarcão Júdice
Rita Fragoso de Rhodes Alarcão Júdice de Abreu e Mota (ur. 8 grudnia 1973) – portugalska prawniczka i polityczka, posłanka do Zgromadzenia Republiki, od 2024 minister sprawiedliwości.

## Życiorys
Absolwentka prawa na Portugalskim Uniwersytecie Katolickim (1997). Uzyskała uprawnienia adwokata, specjalizując się w kwestiach dotyczących nieruchomości. Od 2013 była partnerem w kancelarii adwokackiej PLMJ (którą założył jej ojciec José Miguel Júdice). Weszła w skład komitetu wykonawczego portugalskiego oddziału Urban Land Institute. Dołączyła też do WIRE Portugal, stowarzyszenia kobiet zawodowo związanych z sektorem budownictwa i nieruchomości.
Została koordynatorką krajowej rady strategicznej Partii Socjaldemokratycznej do spraw mieszkalnictwa. W wyborach w 2024 uzyskała mandat posłanki do Zgromadzenia Republiki jako niezależna kandydatka na liście sojuszu ugrupowań centroprawicowych w okręgu Coimbra (reelekcja w 2025).
W kwietniu 2024 objęła urząd ministra sprawiedliwości w rządzie Luísa Montenegra. Pozostała na tej funkcji również w utworzonym w czerwcu 2025 drugim gabinecie lidera PSD.